# Tirabin al-Sana
Tirabin al-Sana (Hebreeuws: תראבין א-צאנע) is een dorp in de regionale raad van Al-Kasom. Het dorp ligt in het noordelijke deel van de Negev.

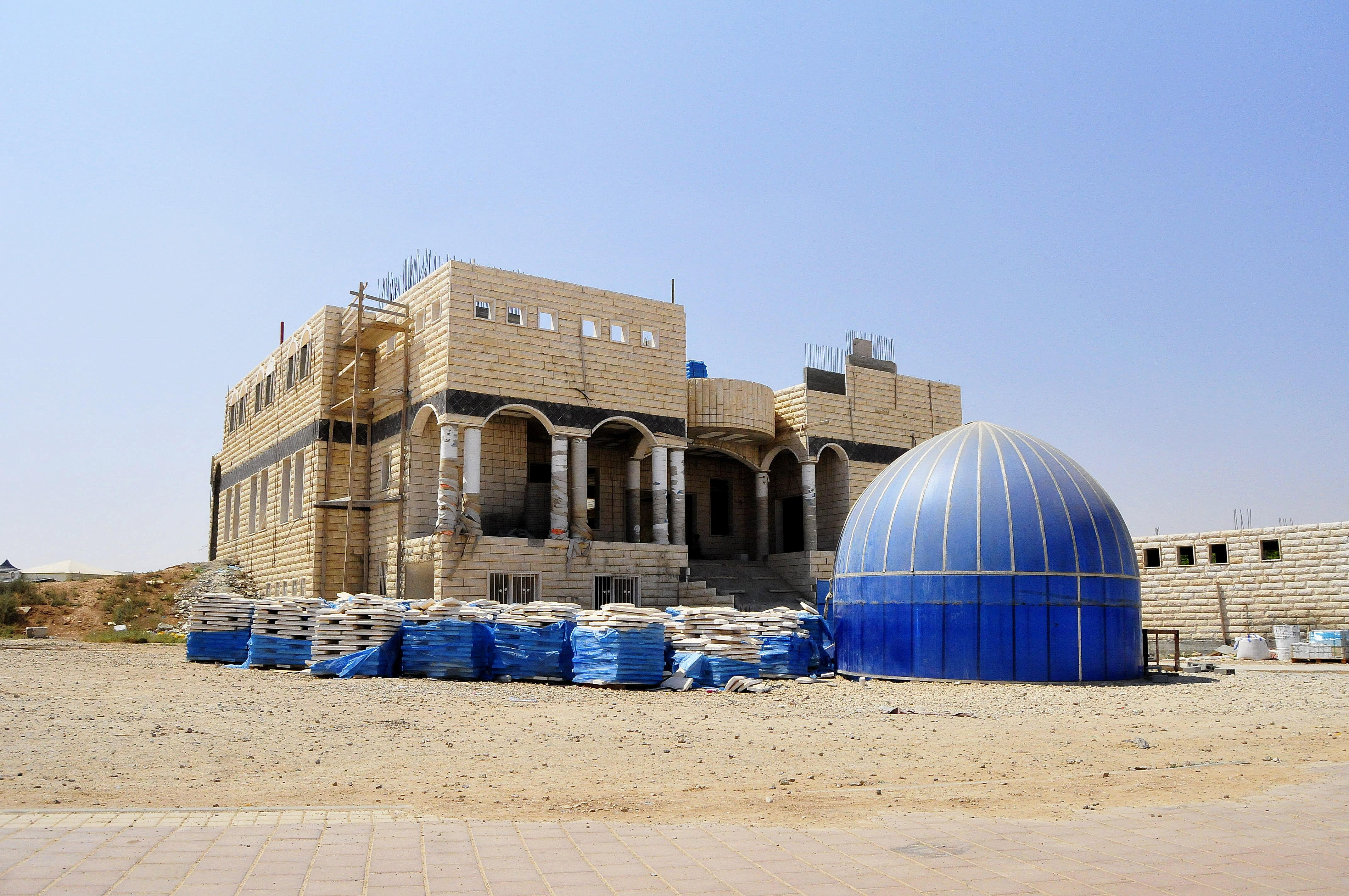
Nieuwe moskee in Tirabin al-Sana

Al-Sayed · Derig'at · Kukhleh · Makhul · Mulada · Tirabin al-Sana · Umm Batin